# Axur, rey de Ormuz
Axur, rey de Ormuz (título original en italiano, Axur, re d'Ormus) es un dramma tragicomico operístico en cinco actos con música de Antonio Salieri y libreto de Lorenzo da Ponte. Axur es la versión en italiano de la tragedie lyrique del mismo compositor en francés: el Tarare escrito sobre un libreto de Pierre-Augustin Caron de Beaumarchais.

## Historia
Axur se estrenó en el Burgtheater de Viena el 8 de enero de 1788, siendo interpretado el rol titular por Francesco Benucci, el primer Fígaro. Se convirtió en una de las óperas más famosas de Viena, interpretada con mucha más frecuencia que el Don Giovanni de Mozart, que se estrenó en Viena el 7 de mayo de 1788.
El final de Axur aparece en la película del año 1984 Amadeus. La película representa de forma incorrecta Axur como interpretada después de la novena y última representación de Las bodas de Fígaro en 1786, y antes de la muerte del padre de Mozart Leopold Mozart el 28 de mayo de 1787.
En las estadísticas de Operabase Archivado el 14 de mayo de 2017 en Wayback Machine. aparece con solo una representación en el período 2005-2010.

## Personajes
| Personaje                                        | Tesitura | Reparto del estreno, 8 de enero de 1788 (Director:) |
| ------------------------------------------------ | -------- | --------------------------------------------------- |
| Axur, rey de Ormuz                               | barítono | Francesco Benucci                                   |
| Arteneo, Sumo Sacerdote de Brahma                | barítono | Francesco Bussani                                   |
| Altamor, un soldado, hijo de Arteneo             | bajo     | Lodovico Trentanove                                 |
| Atar, un soldado                                 | tenor    | Vincenzo Calvesi                                    |
| Aspasia, esposa de Atar                          | soprano  | Luisa Laschi-Mombelli                               |
| Biscroma, un esclavo                             | tenor    | Stefano Mandini                                     |
| Fiammetta, esposa de Biscroma                    | soprano  | Teresa Calvesi                                      |
| Elamir                                           | soprano  | Franziska Distler                                   |
| Urson, un soldado                                | bajo     | Niccolò Del Sole                                    |
| Un esclavo                                       | bajo     |                                                     |
| Arlecchino                                       | bajo     |                                                     |
| Smeraldina                                       | soprano  |                                                     |
| Brighella                                        | tenor    |                                                     |
| Esclavos, soldados, sacerdotes de Brahma, pueblo |          |                                                     |

## Grabaciones
La obertura ha sido grabada por la Orquesta Sinfónica de la Radio Eslovaca (Bratislava) dirigida por Michael Dittrich, para el sello Naxos Records. El Finale puede encontrarse en la banda sonora "More Amadeus", dirigida por Neville Marriner. 
La ópera íntegra fue grabada por René Clemencic en 1989 en Siena con la Orquesta Filarmónica de Russe y Coro "Guido d'Arezzo", con Andreas Martin en el rol titular, y otros papeles principales asumidos por Eva Mei (Aspasia), Curtis Rayam (Atar) y Ettore Nova (Biscroma/Brighella). La grabación fue lanzada por Nuova Era en 2001 (NE 7366 & 67) y relanzada en 2005.